# Onești
Onești là một đô thị thuộc hạt Bacău, România. Dân số thời điểm năm 2002 là 51681 người.